# Torsten Hammarström
Torsten Ludvig Hammarström (Stoccolma, 10 giugno 1896 – Stoccolma, 9 maggio 1965) è stato un diplomatico svedese.

## Biografia
Era il figlio di Alexis Hammarström e di Maria Engellau. Studiò legge presso l'Università di Uppsala, laureandosi nel 1920. Entrò nel Ministero degli Affari Esteri nel 1921.

## Carriera
Hammarström servì a Berlino nel 1922, Chicago nel 1923 e Helsinki nel 1927. È stato secondo segretario nel 1928, secondo segretario legazione a Bruxelles e a L'Aia nel 1929, primo segretario presso il Ministero degli Esteri nel 1931 e a Berlino nel 1935.
Era un esperto e rappresentante dei negoziati commerciali con la Germania, nel 1940, e l'Italia (1941-1944). Hammarström fu inviato come ambasciatore a Praga subito dopo la fine della guerra, con il compito di riaprire l'ambasciata svedese, che era stata chiusa durante l'occupazione nazista. Hammarström è stato ambasciatore a Nanchino (1947-1950).
Nel maggio 1950, la Svezia e la Cina stabilirono delle relazioni diplomatiche. La Svezia è stato il primo paese occidentale a fondare tali rapporti con la Cina. Hammarström è stato ambasciatore a Pechino (1950-1951), oltre che a Bangkok e Manila (1947-1951). Hammarström è stato ambasciatore a Berna (1957-1962).

## Morte
Morì il 9 maggio 1965 a Stoccolma.